# 상하터미널
상하터미널은 전북특별자치도 고창군 상하면 선운대로 792 (하장리)에 위치한 종합버스터미널이다.

## 운행 노선
시외버스
- 상하 ~ 전주(해리, 무장, 고창, 흥덕, 정읍, 완산동 등지를 경유하며, 대한고속이 운행한다.)
- 상하 ~ 구시포(대한고속이 운행한다.)

농어촌버스

## 같이 보기
관련 항목
- 고창시외버스터미널
- 해리공용터미널
- 무장터미널

운송 업체
- 대한고속